# Bistum Eldoret
Das Bistum Eldoret (lat.: Dioecesis Eldoretensis) ist ein in Kenia gelegenes Bistum der römisch-katholischen Kirche mit Sitz in Eldoret.

## Geschichte
Papst Pius XII. gründete die Apostolische Präfektur Eldoret am 29. Juni 1953 aus Gebietsabtretungen des Bistums Kisumu. Mit der Apostolischen Konstitution Christianorum societas wurde es am 13. Oktober 1959 zum Bistum erhoben und dem Erzbistum Nairobi als Suffragandiözese unterstellt.
Am 21. Mai 1990 wurde es Teil der Kirchenprovinz des Erzbistums Kisumu.
Teile seines Territoriums verlor es zugunsten der Errichtung folgender Bistümer:
- 11. Januar 1968 an die Apostolische Präfektur Lodwar und das Bistum Nakuru;
- 3. April 1998 an das Bistum Kitale;
- 10. Juli 2025 an das Bistum Kapsabet.[1]

## Territorium
Das Bistum Eldoret umfasst die Distrikte Uasin Gishu, Keiyo und Marakwet in der Provinz Rift Valley.

## Ordinarien

### Apostolischer Präfekt von Eldoret
- Joseph Brendan Houlihan SPS (29. Januar 1954–13. Oktober 1959)

### Bischöfe von Eldoret
- Joseph Brendan Houlihan SPS (13. Oktober 1959 – 19. Oktober 1970)
- John Njenga (19. Oktober 1970 – 25. Oktober 1988, dann Bischof von Mombasa)
- Cornelius Kipng’eno Arap Korir (2. April 1990 – 30. Oktober 2017)
- Dominic Kimengich (seit 16. November 2019)

## Statistik
| Jahr | Bevölkerung | Bevölkerung | Bevölkerung | Priester     | Priester         | Priester       | Priester               | Ständige Diakone | Ordensleute  | Ordensleute      | Pfarreien |
| Jahr | Katholiken  | Einwohner   | %           | Gesamtanzahl | Diözesanpriester | Ordenspriester | Katholiken je Priester | Ständige Diakone | Ordensbrüder | Ordensschwestern | Pfarreien |
| ---- | ----------- | ----------- | ----------- | ------------ | ---------------- | -------------- | ---------------------- | ---------------- | ------------ | ---------------- | --------- |
| 1970 | 107.160     | 1.150.000   | 9,3         | 50           | 25               | 25             | 2.143                  |                  | 35           | 24               | 12        |
| 1980 | 188.000     | 2.415.000   | 7,8         | 65           | 13               | 52             | 2.892                  |                  | 64           | 104              | 35        |
| 1990 | 399.200     | 2.526.000   | 15,8        | 73           | 36               | 37             | 5.468                  |                  | 52           | 217              | 40        |
| 2000 | 341.000     | 1.482.000   | 23,0        | 53           | 38               | 15             | 6.433                  |                  | 37           | 150              | 35        |
| 2006 | 401.703     | 1.623.648   | 24,7        | 66           | 53               | 13             | 6.086                  |                  | 36           | 213              | 39        |
| 2016 | 510.000     | 2.206.000   | 23,1        | 108          | 90               | 18             | 4.722                  |                  | 33           | 218              | 55        |
| 2021 | 892.000     | 2.489.710   | 35,8        | 139          | 119              | 20             | 6.417                  |                  | 43           | 235              | 66        |
| 2025 | 581.345     | 1.619.666   | 35,9        | 112          | 92               | 20             | 5.191                  | 8                | 31           | 211              | 65        |